# Rivière Saint-Jacques (Laprairie)
Pour les articles homonymes, voir Saint-Jacques.
La rivière Saint-Jacques est un tributaire de la rive-sud du fleuve Saint-Laurent. La rivière Saint-Jacques coule dans la municipalité de Saint-Jacques-le-Mineur, Saint-Philippe-de-Laprairie, Brossard et La Prairie, dans la municipalité régionale de comté de Rousillon, dans la région administrative de la Montérégie, au sud-ouest du Québec, au Canada.

## Géographie
Les principaux bassins versants voisins de la rivière Saint-Jacques sont :
- côté nord : ruisseau des Prairies ;
- côté est : rivière l'Acadie, cours d'eau Lécuyer ;
- côté sud : ruisseau Saint-André, rivière l'Acadie ;
- côté ouest : voie maritime du Saint-Laurent, fleuve Saint-Laurent.

La rivière Saint-Jacques prend sa source d'un ensemble de ruisseaux agricoles drainant la zone au sud de la municipalité de Saint-Jacques-le-Mineur et à l'ouest de la ligne de partage des eaux avec le bassin versant de la rivière l'Acadie.
Cours à partir de la tête (segment de 26,1 km)
La rivière Saint-Jacques coule d'abord sur 8,6 km vers le nord, en passant à l'ouest du village de Saint-Jacques-le-Mineur, jusqu'à l'embouchure du ruisseau Maréchal (venant du sud-ouest). Dans ce premier segment, elle passe dans le rang Saint-Philippe-Nord et Saint-Marc. Puis, la rivière coule sur 5,5 km vers le nord-ouest jusqu'au village de Saint-Philippe-de-Laprairie qu'elle traverse en serpentinant.
À partir de ce village, la rivière coule sur 3,4 km vers le nord-ouest en serpentinant jusqu'à l'embouchure du ruisseau Saint-André (venant du sud-ouest).
Puis la rivière longe vers le nord l'autoroute 30 (côté est) en serpentant sur 8,6 km vers le nord-est en zones agricoles dans le rang Saint-Joseph-Nord dans la ville de La Prairie, jusqu'à l'Autoroute 10.
Cours en aval de l'Autoroute 10  (segment de 7,0 km)
Après avoir traversé l'autoroute 10 à 1,0 km à l'est du carrefour de la A10 et la A30, la rivière Saint-Jacques se dirige sur 1,6 km vers le nord-ouest en zone agricole jusqu'à l'autoroute 30 qu'elle traverse à 0,8 km au nord du carrefour de la A10 et la A30.
Puis la rivière coule sur 4,3 km vers le nord-Ouest en passant devant le Parc Illinois de Brossard et en serpentinant jusqu'à la route 134, soit le boulevard Taschereau. Ce dernier segment de la rivière passe à l'est du Parc Émilie-Gamelin de La Prairie et recueille les eaux du ruisseau Saint-Claude (venant de l'est) dont les principaux affluents sont le "ruisseau des Bois" et le "ruisseau de la Bataille".

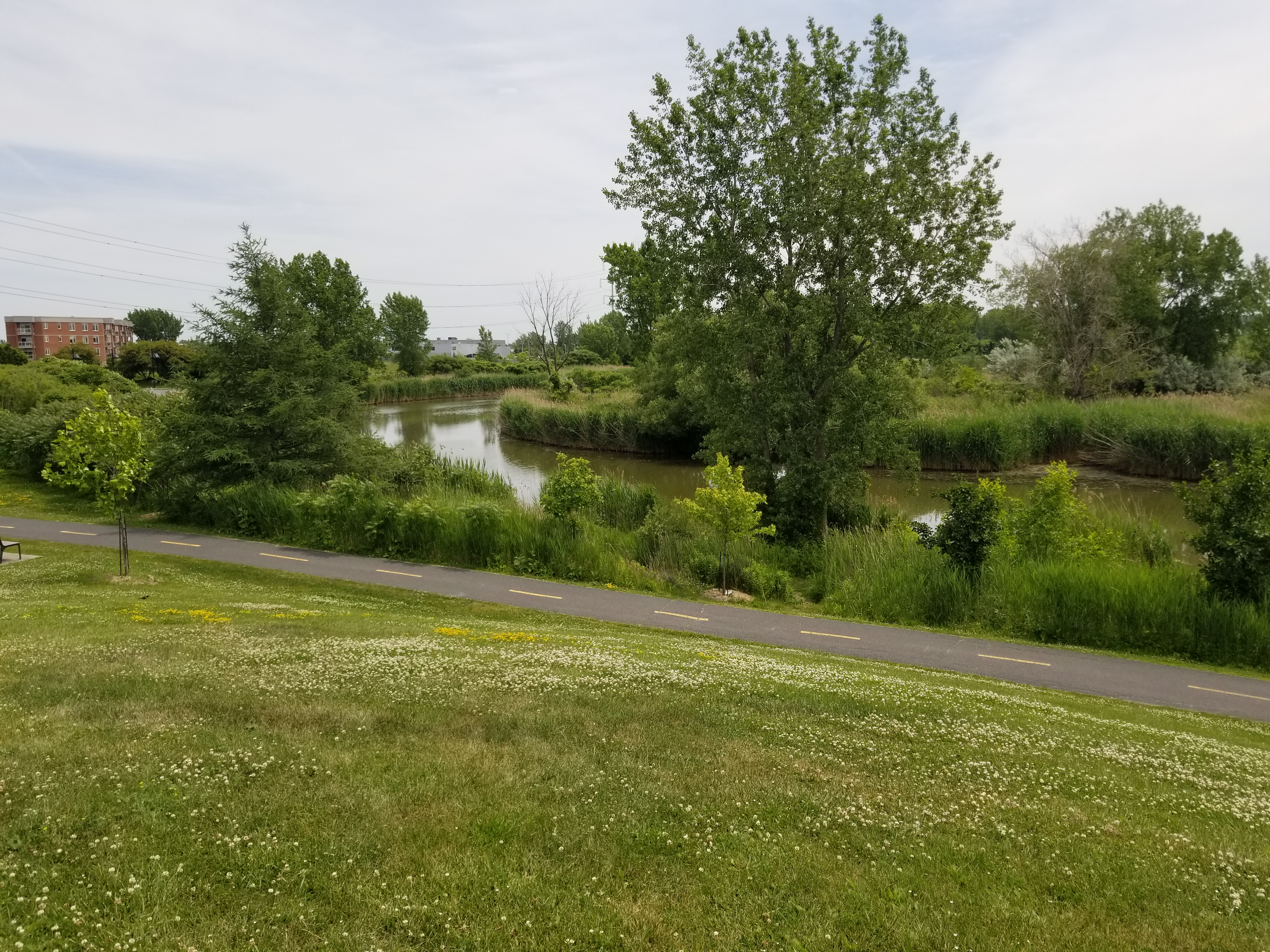
Rivière Saint-Jacques, vu du parc Radisson à Brossard le 27 juin 2018.

Dans ce dernier segment, la rivière Saint-Jacques s'oriente vers l'ouest en traversant un terrain de golf et en servant plus ou moins de limite entre les villes de Brossard et La Prairie.
À partir du boulevard Taschereau, la rivière Saint-Jacques coule sur 1,1 km vers l'ouest en passant devant le parc Radisson de Brossard où un pont piétonnier enjambe la rivière, jusqu'à son embouchure. Elle traverse sous la route 132 située à l'embouchure.
L'embouchure de la rivière Saint-Jacques est situé sur la rive est de la voie maritime du Saint-Laurent, à la hauteur du "bassin de La Prairie" à :
- 6,4 km en amont de l'écluse Saint-Lambert ;
- 3,7 km en amont du pont Champlain (Montréal) (Brossard) ;
- 4,4 km en aval de l'embouchure de la rivière de la Tortue (Delson) ;
- 6,0 km en aval de l'écluse Côte-Sainte-Catherine.

## Parc régional de la rivière Saint-Jacques
La création du parc régional de la rivière Saint-Jacques est parrainé par le Comité zone d’intervention prioritaire (ZIP) Ville-Marie. La zone entre le boulevard Taschereau et l'autoroute 30 comporte des terres publiques dont les transferts aux villes restent à compléter. À long terme, ce projet de parc régional vise à englober le Boisé de Brossard (composé en bonne partie de terrains privés) et le Boisé de la Commune à La Prairie (composé entièrement de terrains privés).

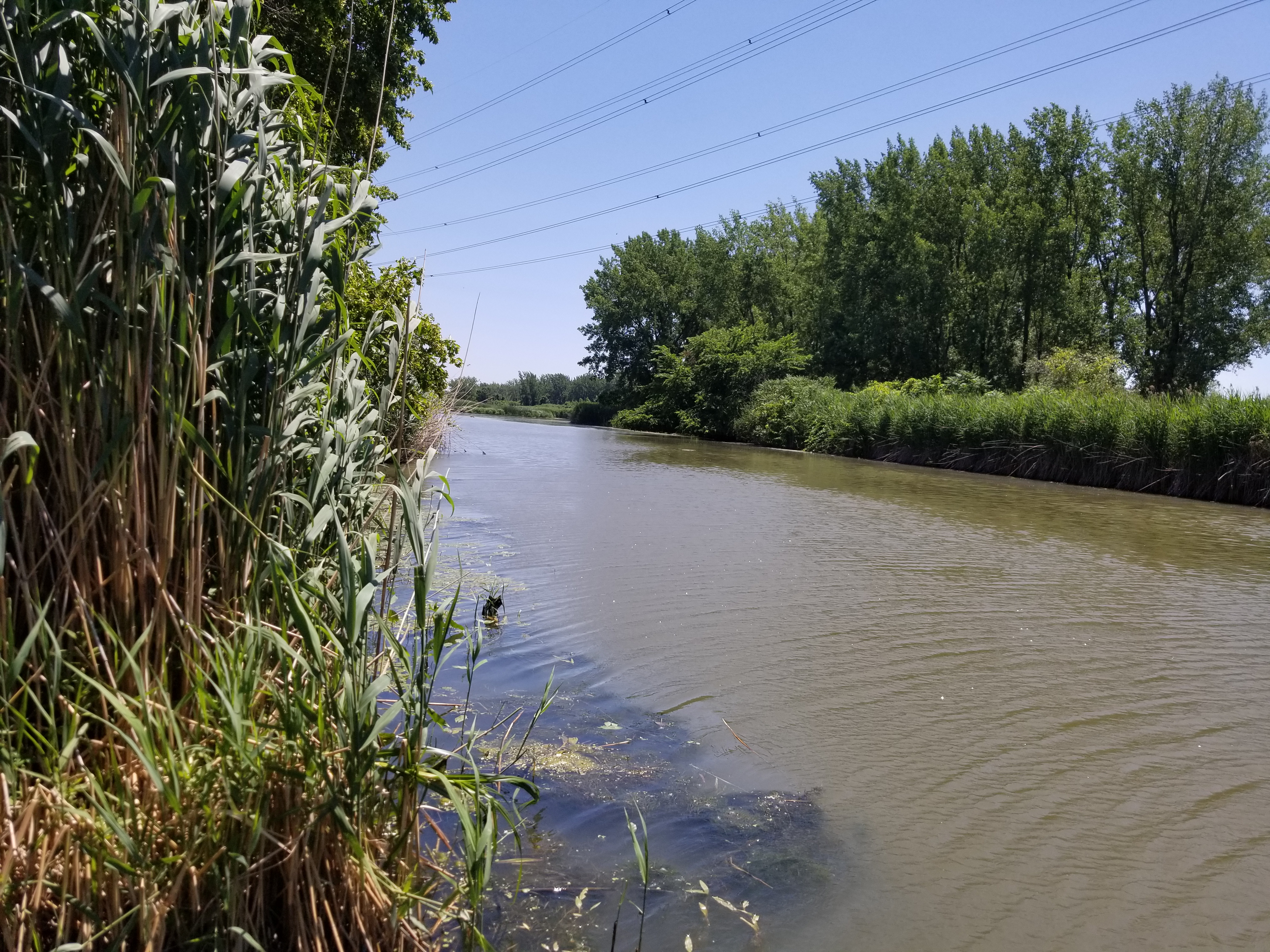
Rivière Saint-Jacques vue de la rive Nord, au parc Saint-Jacques de Brossard le 9 juillet 2018.

À partir de la voie maritime, cette rivière est navigable en canot et en kayak jusqu'à l'est de l'autoroute 30. Ce cours d’eau qui délimite les villes de Brossard et de La Prairie est entouré d'anciennes terres agricoles. Ses berges qui sont généralement dépouillées d'arbres abritent notamment des tortues et des oiseaux nautiques tels canards et hérons. Hypothétiquement, cette zone pourrait être transformée en parc régional englobant les boisées environnant ; ce parc pourrait couvrir une étendue plus vaste que le parc national du Mont-Saint-Bruno. La rivière est accessible via le parc Radisson où les visiteurs peuvent louer des embarcations de rivière.
En décembre 2014, la Ville de Brossard a acquis pour un million de dollars une bande de terrains riverains d'une largeur de 50 mètres couvrant 9 830 mètres carrés, entre le parc Radisson et le boulevard Taschereau, dans un objectif de protéger cet espace riverain.

## Toponymie
Jadis, cette rivière était désignée "rivière Saint-Lambert".
Le toponyme Rivière Saint-Jacques a été officialisé le 5 décembre 1968 à la Commission de toponymie du Québec.